# Toru Fujisawa
Toru Fujisawa (藤沢 とおる, Fujisawa Tōru; Hokkaido, 1967),  is een Japanse mangaka. Zijn naam wordt vaak geschreven als Tohru Fujisawa of Toru Fujisawa. Zijn eerste manga was Adesugata Junjou Boy, gepubliceerd sinds 1989 in  Weekly Shonen Magazine. Het bekendste werk van Toru is  Great Teacher Onizuka over een ex-motorbendeleider en diens droom om leerkracht te worden. Het is een vervolg op  Shonan Jun'ai Gumi! en spin-off Bad Company. In 1998 won Toru dan ook de Kodansha Manga Prijs voor Great Teacher Onizuka

## Werken
- Love You
- Adesugata Junjou Boy, 1989, Weekly Shonen Magazine
- Shonan Jun'ai Gumi!, 1990–1996, Weekly Shonen Magazine
- Bad Company Bad Company (1996, Weekly Shonen Magazine
- Great Teacher Onizuka 1997–2002, Weekly Shonen Magazine
- Rose Hip Rose, 2002–2003, Young Magazine Uppers
- Tokko Tokko, 2003, Monthly Afternoon
- Wild Base Ballers 2003, Weekly Shonen Magazine
- Himitsu Sentai Momoider,2003/2006-2007, Weekly Young Jump
- Rose Hip Zero,2005–2006, Weekly Shonen Magazine
- Magnum Rose Hip, 2006, Weekly Shonen Magazine
- Kamen Teacher, 2006–2007, Weekly Young Jump
- Reverend D, 2006-2007/2008/2009, Monthly Comic REX
- Animal Joe, 2006/2008, Big Comic Spirits,
- Unhappy!, 2008, Comic Charge
- Tooi Hoshi kara Kita ALICE, 2008, Big Comic Spirits
- GTO Shonan 14 Days, 2009-, Weekly Shonen Magazine
- Repoman Soul!, 2010, Weekly Young Jump

- Bibliothèque nationale de France: cb137428667 (data)
- CiNii: DA13508529
- Gemeinsame Normdatei: 1102139459
- International Standard Name Identifier: 0000 0000 7838 8747
- Library of Congress Control Number: n2005029885
- Bibliotheek van het Japanse parlement: 00404498
- Nederlandse Thesaurus van Auteursnamen: 251922847
- Système universitaire de documentation: 086146890
- Virtual International Authority File: 102179432
- WorldCat: E39PBJyrYpG9VPTWQHJ3VKJxDq